# Comuna Bălăcița, Mehedinți
Bălăcița este o comună în județul Mehedinți, Oltenia, România, formată din satele Bălăcița (reședința), Dobra și Gvardinița.
În localitatea Bălăcița se află o porțiune din Brazda lui Novac de nord, cuprinsă în Lista monumentelor istorice 2004 Județul Mehedinți, cu următorul cod LMI: MH-I-s-B-10055.

## Demografie
Componența etnică a comunei Bălăcița
     Români (80,17%)
     Romi (4,76%)
     Alte etnii (0%)
     Necunoscută (15,06%)
Componența confesională a comunei Bălăcița
     Ortodocși (83,78%)
     Alte religii (1,11%)
     Necunoscută (15,11%)
Conform recensământului efectuat în 2021, populația comunei Bălăcița se ridică la 2.078 de locuitori, în scădere față de recensământul anterior din 2011, când fuseseră înregistrați 2.830 de locuitori. Majoritatea locuitorilor sunt români (80,17%), cu o minoritate de romi (4,76%), iar pentru 15,06% nu se cunoaște apartenența etnică. Din punct de vedere confesional, majoritatea locuitorilor sunt ortodocși (83,78%), iar pentru 15,11% nu se cunoaște apartenența confesională.

## Politică și administrație
Comuna Bălăcița este administrată de un primar și un consiliu local compus din 11 consilieri. Primarul, Petrică Vlăduți-Pătrașcu[*], de la Partidul Social Democrat, este în funcție din 1 noiembrie 2024. Începând cu alegerile locale din 2024, consiliul local are următoarea componență pe partide politice:
|  | Partid                          | Consilieri | Componența Consiliului | Componența Consiliului | Componența Consiliului | Componența Consiliului | Componența Consiliului | Componența Consiliului |
|  | ------------------------------- | ---------- | ---------------------- | ---------------------- | ---------------------- | ---------------------- | ---------------------- | ---------------------- |
|  | Partidul Social Democrat        | 6          |                        |                        |                        |                        |                        |                        |
|  | Partidul Național Liberal       | 4          |                        |                        |                        |                        |                        |                        |
|  | Alianța pentru Unirea Românilor | 1          |                        |                        |                        |                        |                        |                        |